# 옌청쉬
옌청쉬(중국어: 言承旭, 병음: Yán Chéngxù 언승욱[*], 영어: Jerry Yan, 1977년 1월 1일 ~ )는 중화민국의 가수이자 배우로, F4의 일원이다. 옌청쉬는 2017년 11월 10일에 린즈링와의 연애를 인정했다. 린즈링이 부정하지 않자 거의 둘의 연애가 확정되었다.